# رودبار (مهدی‌شهر)
رودبار یکی از روستاهای شهرستان مهدی‌شهر در استان سمنان است. بر اساس سرشماری سال ۱۳۹۰ جمعیت این روستا ۲۰۴ نفر (۶۲ خانوار) بوده‌است.